# Lew Nikolajewitsch Litoschenko
Lew Nikolajewitsch Litoschenko (russisch Лев Николаевич Литошенко; * 13. Februarjul. / 25. Februar 1886greg. in der Nischneduwanskaja Wolost des Ujesd Kupjansk; † 27. November 1943 im Kolyma-Lager) war ein russischer Statistiker, Ökonom und Hochschullehrer.

## Leben
Litoschenkos adliger Vater Nikolai Abramowitsch Litoschenko war im Prozess gegen die 193 (1877–1878), die als Studenten wegen revolutionärer Propaganda angeklagt waren, verurteilt und nach Woronesch verbannt worden und diente als Beamter in der Provinz. Litoschenko absolvierte die Charkower Realschule und studierte dann an der Universität Moskau (MGU) in der Ökonomie-Abteilung der juristischen Fakultät mit Abschluss 1909. Er blieb dann an der MGU, um sich auf die Professorenlaufbahn vorzubereiten. 1911 verließ er zusammen mit 130 Professoren und Dozenten die MGU, als der neue Bildungsminister Léon Casso  bezüglich der Berufung von Professoren in die Autonomierechte der MGU eingriff (Affäre Casso). 1912 wurde Litoschenko Assistent des Lehrstuhls für Politische Ökonomie des Moskauer Handelsinstituts, worauf er zur Vorbereitung auf die Professorenlaufbahn zu einem zweijährigen Weiterbildungsstudium ins Ausland geschickt wurde. Ab 1914 lehrte er an der Städtischen Moskauer Schanjawski-Volksuniversität. Während des Ersten Weltkriegs arbeitete er in der Wirtschaftsstatistik-Abteilung der Städteunion.
Im Mittelpunkt der wissenschaftlichen Arbeit Litoschenkos standen die Probleme der bäuerlichen Wirtschaft. Nach der Februarrevolution 1917 kritisierte er in einer Reihe von Artikeln in den den Kadetten nahestehenden Russkije wedomosti die von Wiktor Michailowitsch Tschernow betriebene Agrarpolitik der Provisorischen Regierung, insbesondere die Ideen zur Verstaatlichung des Bodens, und setzte sich für die Fortsetzung des vorrevolutionären Kurses der Stärkung des bäuerlichen Grundbesitzes ein.
Nach der Oktoberrevolution arbeitete Litoschenko in der Zentralen Statistik-Verwaltung als Berater für Probleme der Agrarentwicklung. Ab 1920 leitete er die Unterabteilung (ab 1924 Abteilung) für Haushaltsstatistik. Daneben lehrte er ab 1918 an Moskauer Bildungseinrichtungen, insbesondere ab 1922 an der Timirjasew-Landwirtschaftsakademie Moskau. Dazu arbeitete er im Finanzwirtschaftsbüro des Volkskommissariats für Finanzen und in dem von Alexander Wassiljewitsch Tschajanow geleiteten Forschungsinstitut für Landwirtschaftsökonomie und -politik. Er wurde dann Professor in der Ökonomie-Abteilung der Fakultät für Sozialwissenschaften der MGU. 1923, 1925 und 1926–1927 war er in die USA abgeordnet.
Am 26. Juli 1930 wurde Litoschenko im Zusammenhang mit der Arbeiter- und Bauernpartei-Affäre verhaftet wie auch Alexander Wassiljewitsch Tschajanow, Nikolai Dmitrijewitsch Kondratjew, Jakow Markowitsch Bukspan und andere. Am 26. Januar 1931 wurde er vom Kollegium der OGPU nach Artikel 58 des Strafgesetzbuches der RSFSR zu 3 Jahren Freiheitsentzug verurteilt, was schließlich in Verbannung nach Saratow umgewandelt wurde. 1932 konnte er vorzeitig nach Moskau zurückkehren. Er erhielt eine Stelle am Forschungsinstitut für Stoffwechsel und endokrinische Störungen, wo er die Abteilung für Verteilungsstatistik leitete und Sekretär des Wissenschaftsrats war. Er hielt Vorlesungen am Moskauer Finanzwirtschaftsinstitut. Die bäuerliche Wirtschaft blieb sein Arbeitsschwerpunkt.
Am 7. Januar 1938 wurde Litoschenko erneut verhaftet und zusammen mit Alexander Iwanowitsch Muralow und A. W. Teitel der versuchten Neugründung der Arbeiter- und Bauernpartei angeklagt. Am 9. April 1938 wurde Litoschenko von der Sonderkonferenz des NKWD zu 8 Jahren Arbeitslagerhaft verurteilt. 1963 erfolgte die teilweise Rehabilitierung und 1987 die vollständige Rehabilitierung aller Angeklagten in der Arbeiter- und Bauernpartei-Affäre.